# Сан-Руфо
Сан-Руфо (італ. San Rufo) — муніципалітет в Італії, у регіоні Кампанія,  провінція Салерно.
Сан-Руфо розташований на відстані близько 300 км на південний схід від Рима, 115 км на південний схід від Неаполя, 70 км на південний схід від Салерно.
Населення — 1728 осіб (2014).

## Демографія
Населення за роками:

Станом на 1 січня 2023 року в муніципалітеті офіційно проживали 83 іноземці з 17 країн, серед них 48 громадян країн Євросоюзу та 1 громадянин України.

## Сусідні муніципалітети
- Корлето-Монфорте
- Сан-П'єтро-аль-Танагро
- Сант'Арсеніо
- Теджано